# Plan de gestión de activos
Un plan de gestión de activos es una planificación táctica para gestionar la infraestructura y activos de una organización con la finalidad de cumplir un estándar del servicio. Tradicionalmente, un plan de gestión de activos cubre más de un activo ya que diferentes activos se encuentran relacionados entre sí, obligando determinar un nivel de servicio para todos ellos.
El Manual Internacional de Gestión de Infraestructuras define un plan de gestión de activos como “un plan desarrollado para la gestión de uno o más activos que combina una gestión multidisciplinaria con la gestión del ciclo de vida del activo, para obtener del modo más rentable el nivel de servicio definido”.

## Objetivos de un plan de gestión de activos
Existen dos objetivos; la justificación y la optimización.
- Justificación: dar visibilidad al coste y beneficios asociados con dar el estándar de servicio acordado.
- Optimización: minimizar el coste de la vida del activo incluyendo la explotación, mantenimiento y eliminación de cada activo del sistema.

Para que las premisas anteriores puedan cumplirse, el estándar de servicio debe ser definido (de modo que sea mensurable) para cada activo en el sistema.
La primera parte puede lograrse rápidamente y es necesaria antes de llevar a cabo una descentralización de la toma de decisiones a nivel de mantenimiento, pero la segunda requiere un trabajo constante en pequeños equipos que sean guiados para lograr este objetivo. Un plan de gestión de activos debe tomar una aproximación única para cada situación, no una solución apta para todo, si no una planificación basada en las necesidades concretas de cada organización, tomando como referencia la información disponible. El desarrollo del plan de gestión de activos debe ser revisado más frecuentemente cuanto más compleja es la infraestructura, especialmente en sistemas donde el coste anual de cumplir los estándar de servicio es elevado.